# پاپکوپ
پاپکوپ (به هلندی: Papekop) یک منطقهٔ مسکونی در هلند است که در آده‌واتر واقع شده‌است. پاپکوپ ۴۲۵ نفر جمعیت دارد.